# Blériot I
Blériot I — самый первый самолёт французского авиаконструктора Луи Блерио. Конструкция представляла собой орнитоптер, который поднимался в воздух с помощью взмахов крыльев, силовой установкой должен был служить паровой двигатель.
В 1900 году была изготовлена модель с размахом крыльев в 1,5 метра. Из-за финансовых трудностей Блерио оставил этот проект.